# 津巴布韦国防军
津巴布韦国防军由津巴布韦国民军和津巴布韦空军组成。作为一个內陸國家，津巴布韦没有海军。现任最高指挥官是康斯坦蒂诺·奇文加将军。

## 人力
2007年津巴布韦军队据估算有29000名兵员。其中陆军25000人。空军大约有4000人。

## 准军事部队
津巴布韦有庞大的准军事部队。2007年据国际战略研究所估计，津巴布韦共和国警察已有19500名人员。 

## 历史
在独立时，当时的总理罗伯特·穆加贝宣布，将津巴布韦的三个武装部队统合将是津巴布韦最紧迫的事项。当时已存在的罗得西亚军队是由两个游击队联合组建；另有20000人的津巴布韦非洲民族解放军和15000人的津巴布韦人民革命军。一个英国军事援助和培训团队在协助建立新的军队中发挥了关键作用，2000年他们仍在行使职能。罗得西亚空军最终被重组为津巴布韦空军。